# Debrecen Hornets
A Lódarazsaknak is becézett csapat Debrecen első és jelenleg egyetlen lacrosse-csapata. Az egyesület 2012-ben alakult és férfi szakosztálya mellett a nőkkel is foglalkozik. A Hornets elnöke, edzője és játékosa is egyben Halász Tamás, aki korábban már a Debrecen Gladiators amerikai futball csapatnál is tevékenykedett. Hazai pályájuk a debreceni Gázvezeték utcai stadion.

## Története
A Hornets 2012-ben alakult meg 7-8 férfi játékossal, akik szerették volna népszerűsíteni ezt az észak-amerikai sportot. 2012. április 21-én tartott játékos-toborzójuk során a keret megduplázódott. Ám a nők száma is elkezdett növekedni, de ők jelenleg nincsenek annyian, hogy külön edzéseket tudjanak tartani, így a férfiakkal együtt tréningeznek. Azóta a Lódarazsak folyamatosan tartanak tagfelvételt és a keret ma már lassan megközelíti azt a létszámot, amellyel jobb edzéseket tudnak biztosítani a játékosoknak. Ám a hajdúságiaknál továbbra is várják a férfi és női játékosokat, akiket megfelelően felkészítenek és megtanítják nekik a sport alapjait.

## Hivatalos fellépések

### Férfiak
A férfi szakosztály 2013. január 12-én és 13-án mutatkozott be először a Budapest Blax által rendezett New Years Cup-on, ahol hatodikként végzett Halász Tamás alakulata. A Debrecen Hornets ugyan három vereséggel zárta a tornát, ám biztató játékkal mutatkozott be a gárda. A Lódarazsak első hivatalos találatát Klárik Zoltán szerezte.
2013-ban a Hornets szlovák és szerb szervezésű tornákon készül részt venni. Emellett tervbe van véve egy debreceni rendezésű lacrosse kupasorozat is.

#### A Debrecen Hornets eredményei a New Years Cup-on
| Inglostadt Panthers | 11-1 | Debrecen Hornets |
| Budapest Blax       | 11-0 | Debrecen Hornets |
| Graz Gladiators     | 13-0 | Debrecen Hornets |

### Nők
Mivel a női keret még nem teljes, ezért a hölgy Lódarazsak még a Budapest Blackberries-zel együtt vesznek részt tornákon. A Blackberries és a Hornets lányai 2012-ben vettek részt a szlovák rendezésű Tricksters Cup-on, valamint a 2013-as New Years Cup-on. A Tricksters Cup-on a Hornets tagjai közül ketten, Szlávik Bianka és Győri Fanni egy-egy gólt is tudtak szerezni.